# Austracris guttulosa
Austracris guttulosa es una especie de saltamontes perteneciente a la familia Acrididae, y se encuentra en Indonesia, Java, Filipinas, Australia y en partes específicas de la zona oeste de Oceanía. Esta especie posee una fase gregaria, y es considerada como una plaga agrícola importante.
Las hembras adultas de Austracris guttulosa suelen medir de 45 mm a 65 mm de largo, y los machos adultos suelen medir de 35 mm a 45 mm de largo. Los adultos son de color marrón pálido con alas incoloras, y poseen marcas blancas y oscuras en el tórax. Las patas traseras son amarillas con dos hileras de espinas blancas. Las langostas juveniles son de color verde o amarillo. La espalda de los juveniles mayores también puede mostrar una franja oscura o pálida.
Austracris guttulosa vive entre diez y doce meses, desde el otoño hasta el verano. La sobrepoblación de Austracris guttulosa es administrada en Australia por la Australian Plague Locust Commission (en español 'Comisión Australiana de Langostas de la Peste').

## Subespecies
Las siguientes subespecies pertenecen a la especie Austracris guttulosa:
- Austracris guttulosa gracilis Uvarov, 1924
- Austracris guttulosa guttulosa (Walker, 1870)
- Austracris guttulosa nana Uvarov, 1924
- Austracris guttulosa talawensis Sjöstedt, 1932